# NGC 2374
NGC 2374 ist ein offener Sternhaufen im Sternbild Großer Hund und hat eine Winkelausdehnung von 12,0' und eine scheinbare Helligkeit von 8,0 mag. Er wurde am 31. Januar 1785 von Wilhelm Herschel entdeckt.